# Тартуські мирні договори

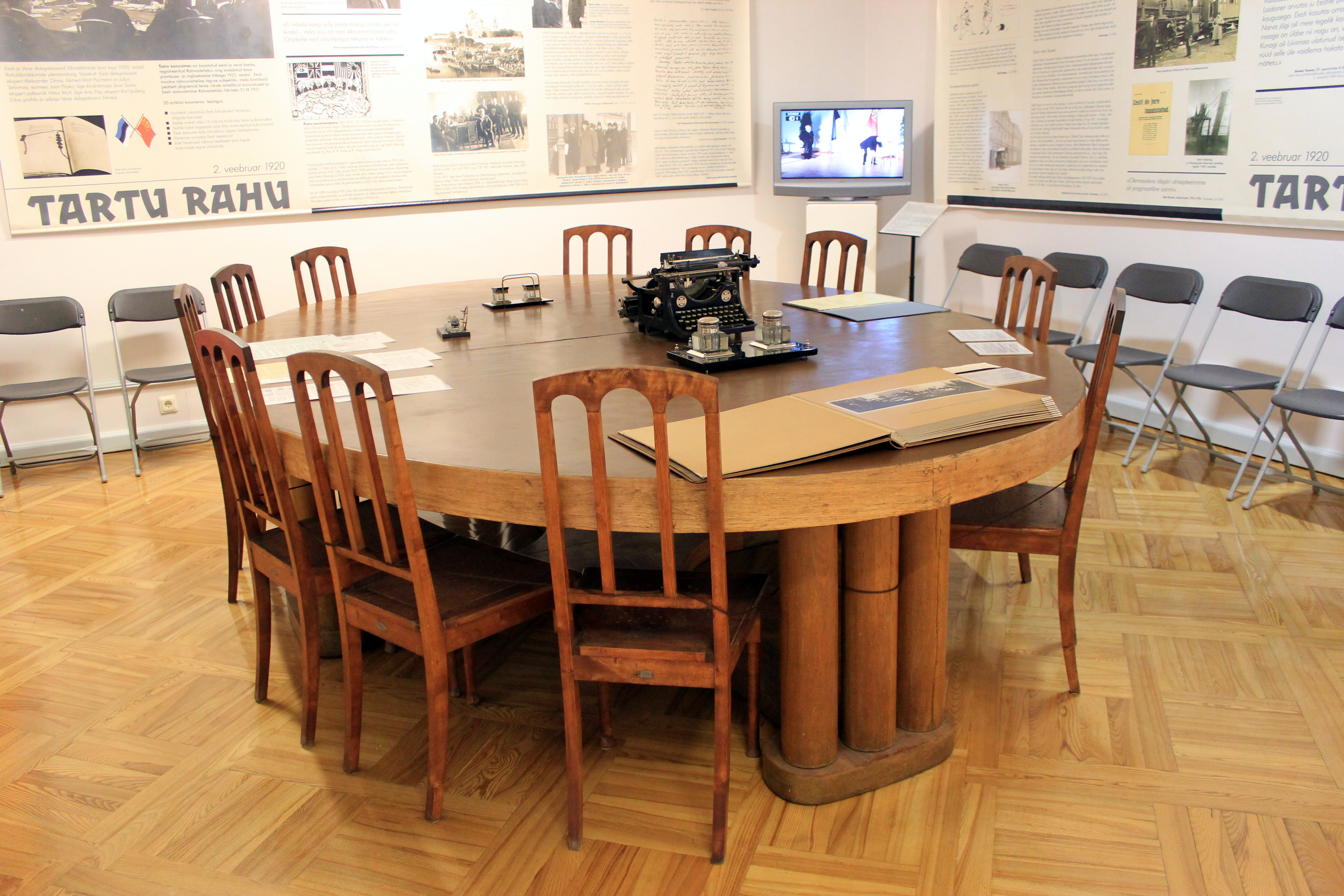
Оригінальний стіл переговорів (Музей міста Тарту)

Та́ртуські (Ю́р'євські) ми́рні договори́ — договори, підписані між РРФСР і Естонією, а також між РРФСР і Фінляндією в естонському місті Тарту (Юр'єв) у 1919–1920 роках протягом і після завершення естонської війни за незалежність та першої радянсько-фінської війни 1918–1920 рр. на північному заході колишньої Російської імперії у добу громадянської війни в Росії. Сюди входять:
- договір про тимчасове припинення воєнних дій між арміями РРФСР і арміями Естонської демократичної республіки від 31 грудня 1919 р.
- мирний договір між РРФСР і Естонією від 2 лютого 1920 р.
- договір про перемир'я між РРФСР і Фінляндією від 13 серпня 1920 р.
- мирний договір між РРФСР і Фінляндією від 14 жовтня 1920 р.

## Естоно-російський договір

Кордони Естонії після Тартуського миру та їх зміна на користь Росії за часів Естонської Радянської Республіки 1940–1990 рр.

2 лютого 1920 року було підписано російсько-естонський договір. Партнерами по переговорах були Яан Поска з естонського боку та Адольф Йоффе з Радянської Росії (з 1922 Радянський Союз ). У ньому Радянська Росія визнавала незалежність Естонії «назавжди» і зобов'язувалася виплатити 15 мільйонів золотих рублів, що еквівалентно 11,6 тонни золота (пропорційна частка Естонії в колишньому золотому запасі Росії). Встановлено російсько-естонський державний кордон. Крім того, було погоджено репатріацію культурних цінностей з Естонії, привезених до Росії (зокрема, фондів Тартуського університету). Депортованим до Росії естонцям необхідно дозволити повернутися до Естонії, і було прийнято рішення про взаємне розведення військ.

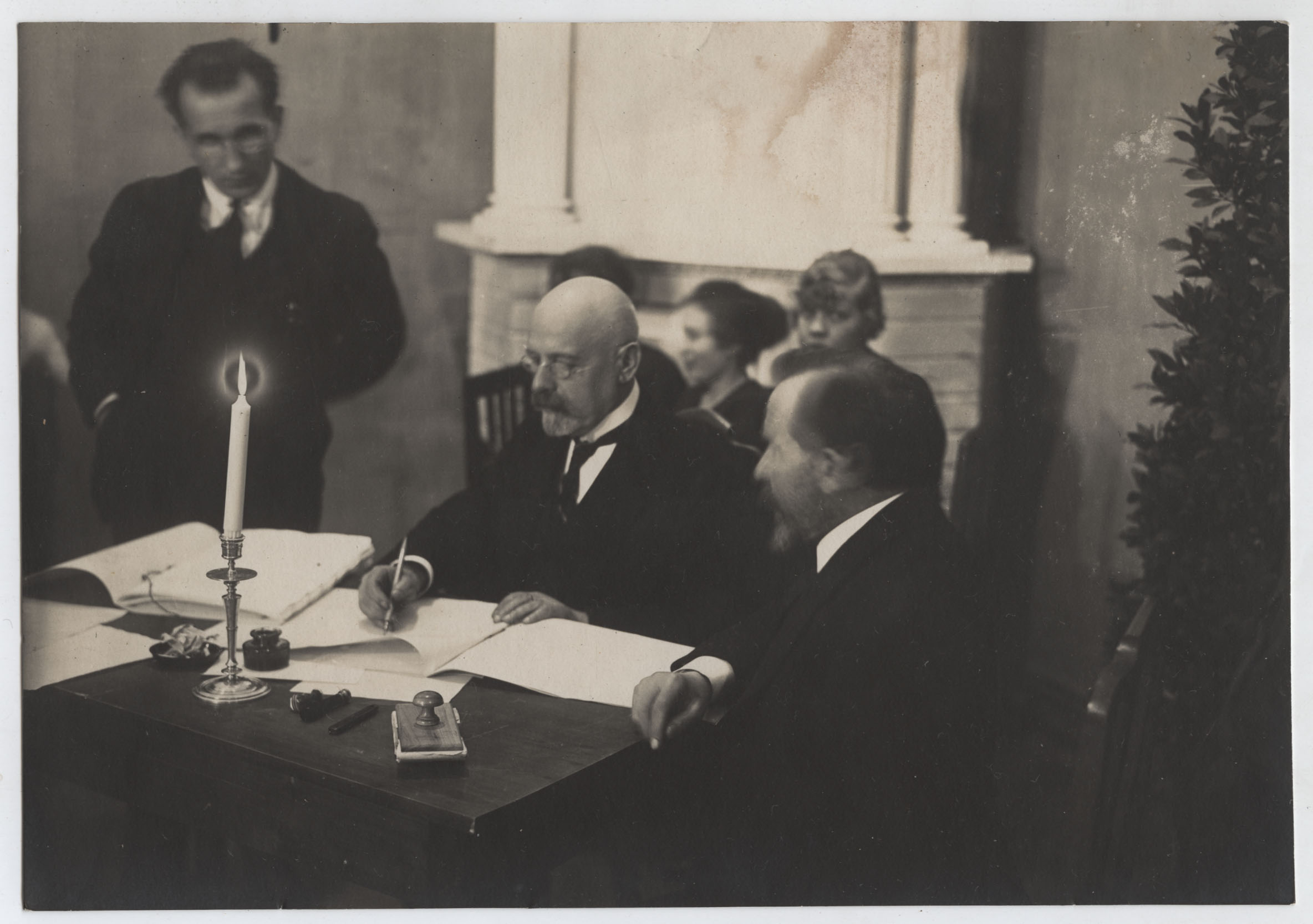
Договір підписує Яан Поска
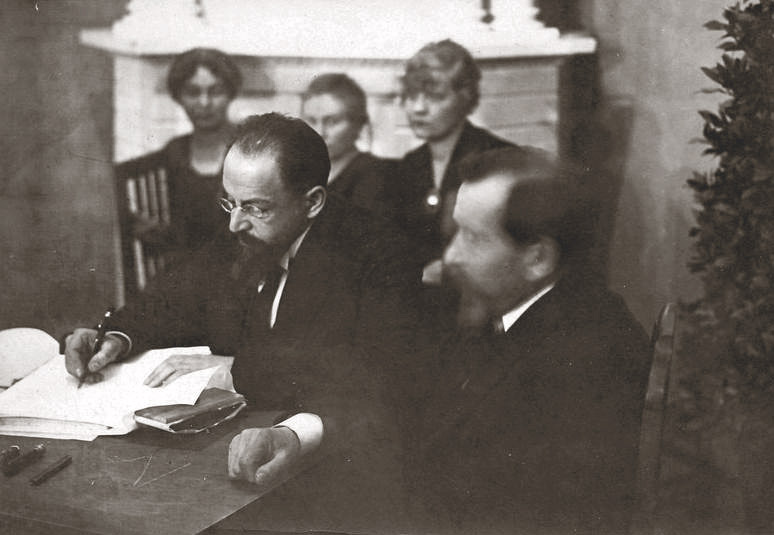
Договір підписує Адольф Йоффе

## Російсько-фінський договір

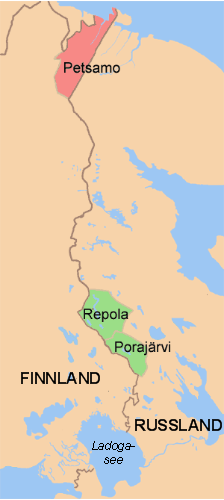
Лінія російсько-фінського кордону після Дерптського миру

У відносинах між Радянською Росією та Фінляндією Тартуський мир означав завершення процесу незалежності Фінляндії, розпочатого проголошенням незалежності 1917 року, з одного боку, і припинення військових дій у 1918-1920 рр. з іншого. Після чотирьох місяців переговорів 14 жовтня 1920 року було підписано фінсько-російський договір. Договір по суті фіксував кордони царського Великого князівства Фінляндського як кордон теперішньої незалежної Фінляндії. Разом з Петсамо Фінляндія також отримала незамерзаючий порт на Північному морі, але відмовилася від претензій на райони Репола та Пораярві, які вона включила до своєї території відповідно лише в 1918 та 1919 роках.

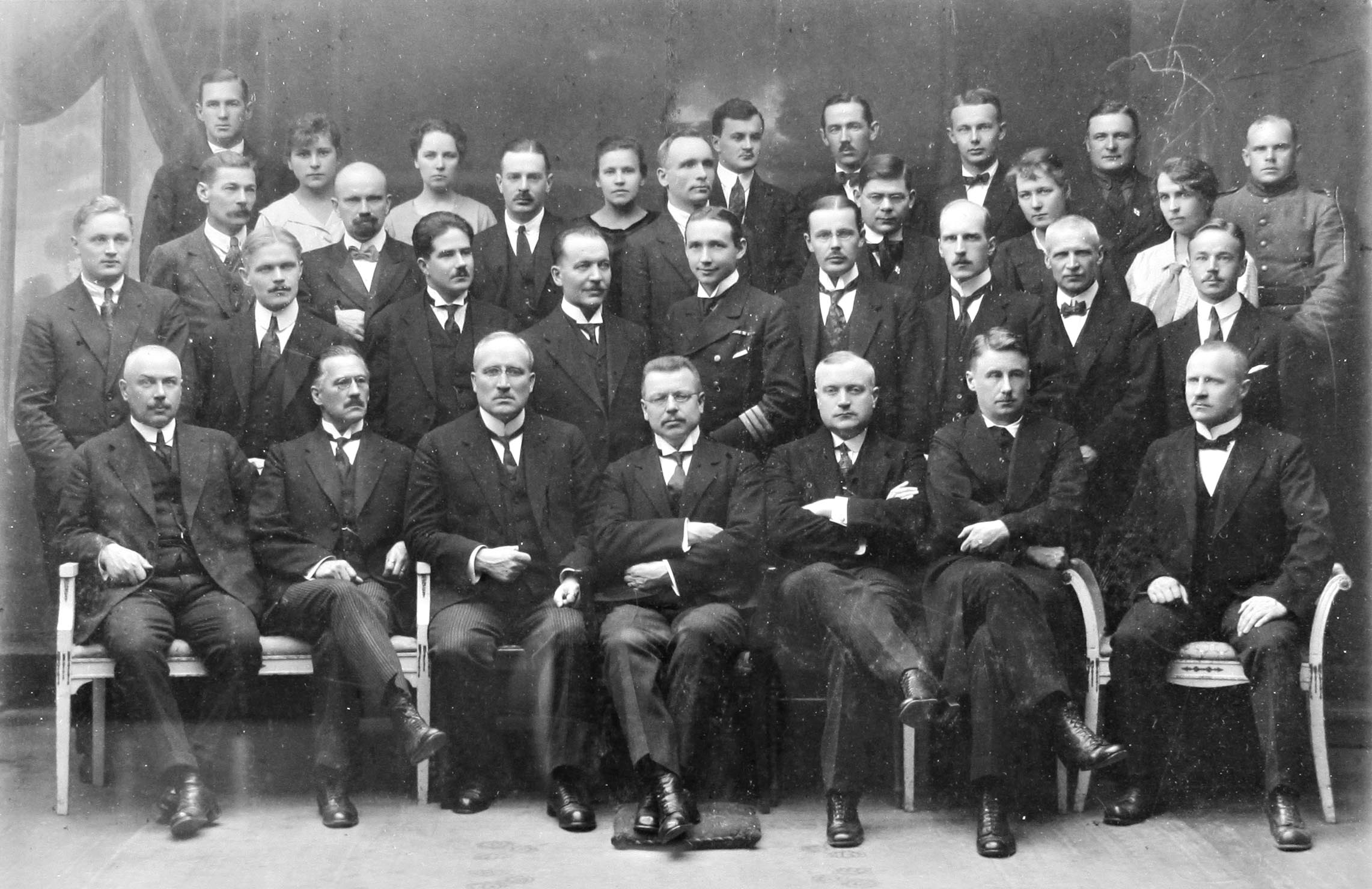
Фінська делегація в Дерпті
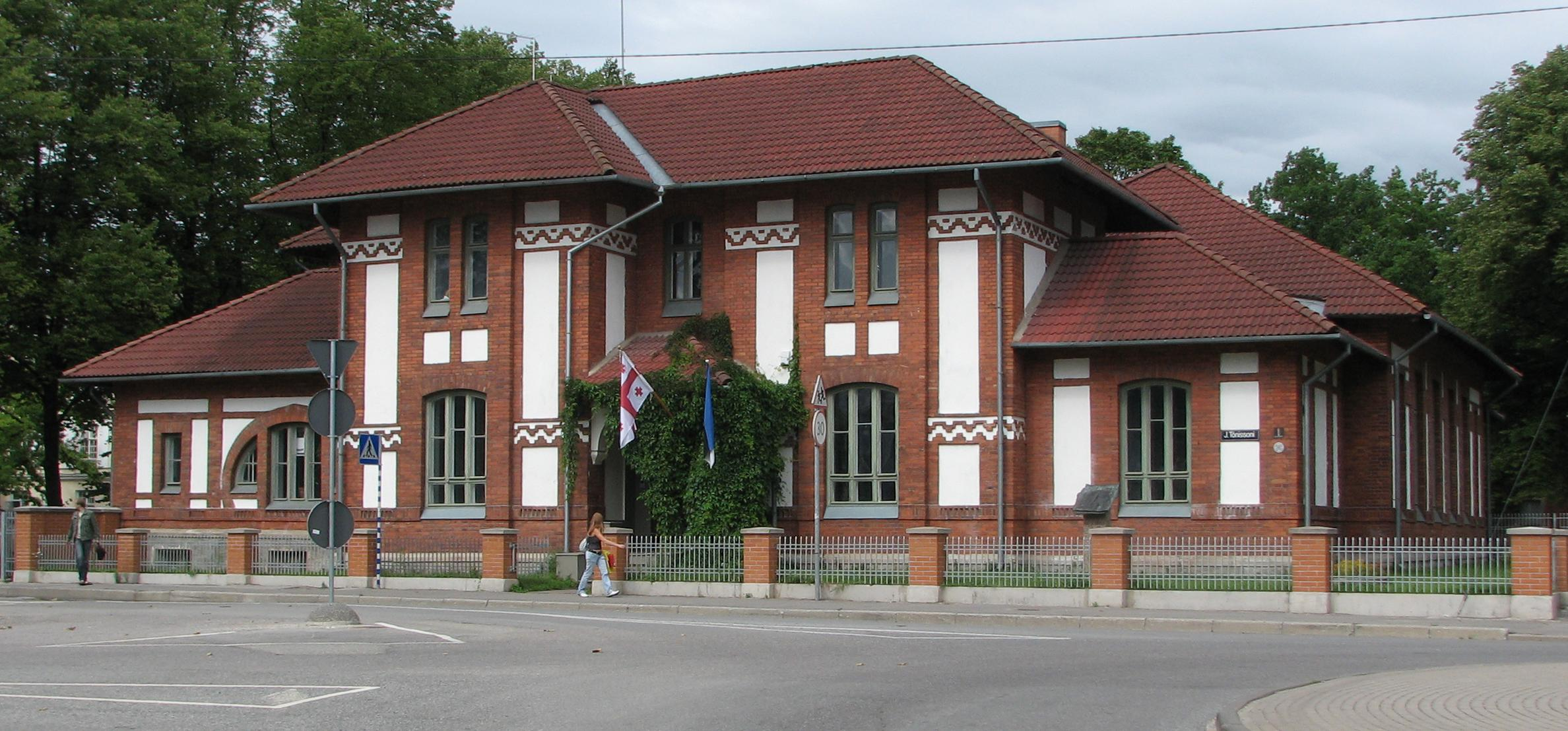
Місце проведення переговорів
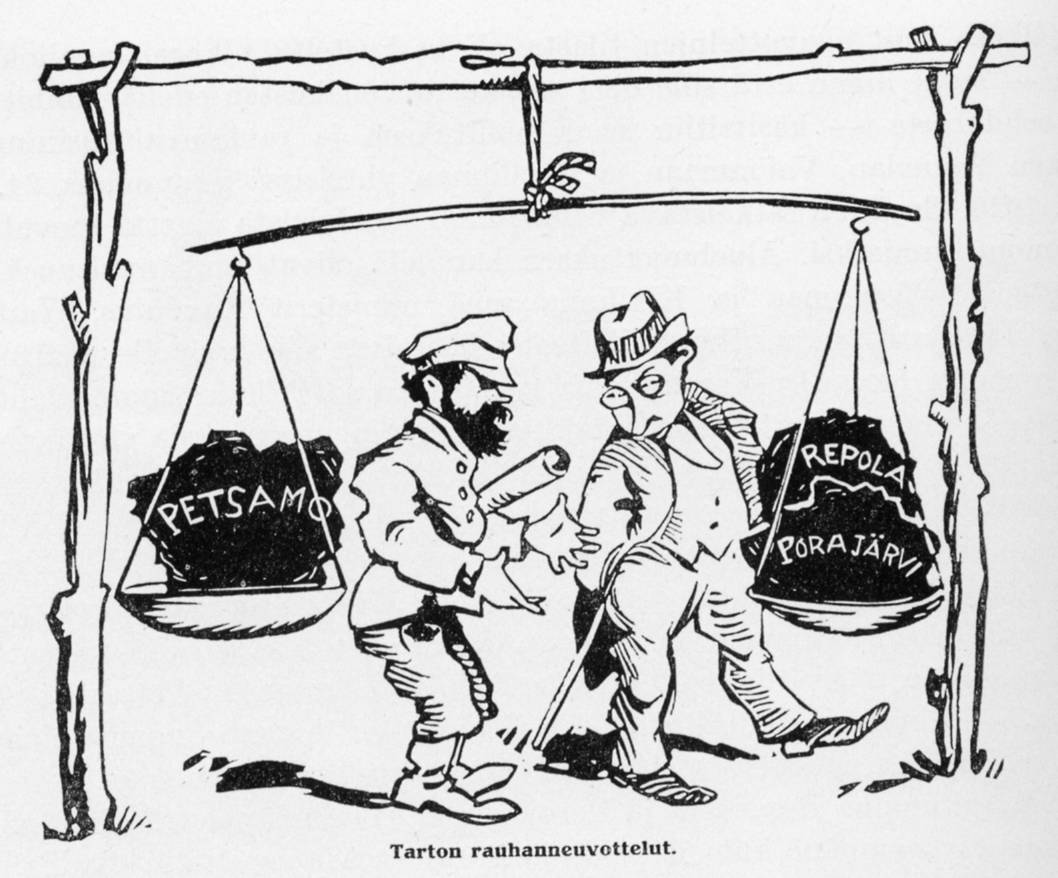
Фінський мультик про мирний договір

### Фінська делегація
- Юго Кусті Паасіківі, голова делегації
- Юго Веннола
- Александр Фрей
- Карл Рудольф Вальден, генерал-майор
- Вяйньо Таннер
- Вяйньо Войонмаа
- Вяйньо Ківілінна

### Радянська делегація
- Ян Берзін-Сімеліс
- Платон Керженцев
- Микола Тихменьов
- Олександр Самойло, генерал-майор
- Євген Беренс, капітан 1. Звання (капітан на морі)

## Веб-посилання та джерела

### Дерптський мирний договір між Фінляндією і Росією
- Тартуський мирний договір між Фінляндією і Росією: російською, фінською і англійською мовами